# Colitis col·lagenosa
La colitis col·lagenosa és una malaltia inflamatòria intestinal que afecta específicament el còlon amb una incidència màxima a la cinquena dècada de vida, que afecta més a les dones que als homes. La seva presentació clínica consisteix en diarrea aquosa en absència de sagnat rectal. Sovint es classifica com un tipus de colitis microscòpica, que comparteix amb una afecció relacionada, la colitis limfocítica.

## Diagnòstic
En la colonoscòpia, la mucosa del còlon normalment sembla normal, però les biòpsies de teixit afectat solen mostrar deposició de col·lagen a la làmina pròpia, que és la zona del teixit connectiu entre les glàndules del còlon.